# 崔薫
崔 薫（チェ・フン、朝鮮語: 최훈/崔薰、1928年7月8日 - 2000年7月22日）は、大韓民国の政治家。第12・13代韓国国会議員。

## 経歴
成均館大学校政治科卒。成均館大総学生委員長、大韓民主青年会中央本部会長、新民党中央常務委員・青年局長、学生運動者協議会長、政治解禁同志会長、新韓民主党結党発起人・人権擁護副委員長、金大中大統領候補警護室長、民主化推進協議会常任運営委員、統一民主党教育特別委員長、ユネスコパリ総会韓国代表、平和民主党中央党紀委員長、新民党党務委員などを務めた。
2000年7月22日午後に持病により死去、享年69。